# Курський Дмитро Іванович
Дмитро Іванович Курський (22 жовтня (3 листопада) 1874, Київ, Російська імперія — 20 грудня 1932, Москва, РРФСР, СРСР) — радянський державний і партійний діяч, народний комісар юстиції Російської РФСР, прокурор РРФСР. Член Президії ВЦВК з 1921 року, член Президії ЦВК СРСР з 1923 року. Член Центральної ревізійної комісії ВКП(б) у березні 1919 — грудні 1927 року, голова Центральної ревізійної комісії ВКП(б) 2 червня 1924 — 2 грудня 1927 року. Член Центральної контрольної комісії ВКП(б) у грудні 1927 — червні 1930 року.

## Життєпис
Народився в родині залізничного інженера-технолога Івана Олександровича Курського. Мати, Марія Василівна, була дочкою українського поміщика. Батько рано помер.
Дмитро Курський спершу навчався в гімназії міста Прилуки Полтавської губернії, з п'ятого класу — в київській Колегії Павла Ґалаґана. У 1893 році закінчив із золотою медаллю Колегію Павла Ґалаґана в Києві.
З вересня 1893 по 1900 рік навчався на юридичному факультеті Московського університету, який закінчив із відзнакою. Входив до українського земляцтва, брав участь у студентському русі. У 1896 році заарештований за студентські виступи, місяць провів у Бутирській в'язниці Москви.
Після закінчення Московського університету служив в Управлінні залізниць у Москві. З 1902 року — помічник присяжного повіреного округу Московської судової палати.
Член РСДРП з 1904 року.
У 1904 році мобілізований до російської армії, служив у Моршанському полку, учасник російсько-японської війни. Після важкої контузії був демобілізований, повернувся до Москви.
Учасник Грудневого збройного повстання 1905 року в Москві, член Бутирського районного комітету РСДРП Москви. У 1906 році обирався членом Московського обласного бюро ЦК РСДРП.
У 1907—1909 роках — член Московського обласного бюро ЦК РСДРП(б). Брав участь у виданні більшовицьких газет «Борьба», «Истина», «Красное Знамя». У вересні 1909 року заарештований, але невдовзі відпущений за браком доказів.
У 1914—1917 роках служив в російській армії прапорщиком, командував ротою, вів більшовицьку пропагандистську діяльність. Учасник Першої світової війни.
У травні — серпні 1917 року — голова Ради солдатських депутатів 4-ї армії Румунського фронту в Бирладі.
У жовтні — листопаді 1917 року — член Одеського військово-революційного комітету, член Румчероду.
У кінці листопада 1917 року переїхав до Москви, де з 23 грудня 1917 (5 січня 1918) по 19 квітня 1918 року працював головою комісаріату із судових справ Московської ради.
З квітня 1918 року — член колегії Народного комісаріату юстиції РРФСР, заступник народного комісара юстиції Російської РФСР.
4 вересня 1918 — 16 січня 1928 року — народний комісар юстиції Російської РФСР.
2 грудня 1919 — 5 січня 1921 року — член Революційної військової ради республіки (РВРР). 4 грудня 1919 — 7 вересня 1920 року — комісар Головного і Польового штабів Революційної військової ради республіки (РВРР).
28 травня 1922 — 16 січня 1928 року — прокурор Російської РФСР.
28 січня 1928 — 26 вересня 1932 року — повноважний представник СРСР в Італії.
20 грудня 1932 року покінчив життя самогубством у Москві.

## Праці
- Курський Д.І. Вибрані статті і промови. - Держ. вид-во юрид. літ-ри, 1958. - 327 с. (рос.)
- Курський Д.І. Збірник статей і матеріалів по шлюбному і сімейному праву. - Юридичне вид. НКЮ РРФСР, 1926. - 223 с. (рос.)
- Курський Д.І. На шляхах розвитку радянського права: Статті і промови. 1919-1926. - Юридичне вид. НКЮ РРФСР, 1927. - 118 с. (рос.)
- Курський Д.І. Систематичний збірник найважливіших декретів: 1917-1920. - 34-я друкарня МГСНХ, 1920. - 268 с. (рос.)
- Курський Д.І. Сім'я і новий побут: суперечки про проєкт нового кодексу законів про сім'ю і шлюб. - Держ. вид-во, 1926. - 30 с. (рос.)
- Курський Д.І. Радянська юстиція: короткий збірник статей до З'їзду рад. - 1919. - 22 с. (рос.)
- Курський Д.І. Сімейний, шлюбне і опікунські право РРФСР: навчальний посібник. - Юрид. вид-во НКЮ РРФСР, 1927. - 79 с. (рос.)
- Курський Д.І. Вибрані статті і промови. - Юрид. вид-во, 1948. - 196 с. (рос.)